# Château Pichtchalovski
Le château Pichtchalovski (ou Pischalauski ; en biélorusse : Пішчалаўскі замак, Pichtchalawski zamak ; en russe : Пищаловский замок, Pichtchalovski zamok) est un château fort de la ville de Minsk, la capitale de la Biélorussie. Le château est aussi parfois appelé la « Bastille biélorusse ».

## Monument
Le château a été construit entre 1821 et 1825 par l'architecte Kazimierz Chrzczonowicz (be) pour servir de prison. Le château a été le lieu d'emprisonnement de l'écrivain biélorusse Iakoub Kolas de 1908 à 1911.
En 2008, l'une des tours du château s'est effondrée.

## Utilisation moderne
Le lieu accueille le SIZO no 1, l'un des centres de détention du ministère de l'intérieur biélorusse. Officieusement appelée « prison Volodar » ou « Bastille biélorusse », c'est la seule prison du pays à accueillir les prisonniers condamnés à mort. L'exécution des prisonniers se déroule dans la prison. Il s'agit aussi d'un centre de détention provisoire pour les militants politiques.

## Prisonniers célèbres
- Józef Piłsudski (1900)
- Iakoub Kolas (1908-1911)
- Macha Brouskina (du 14 au 26 octobre 1941)
- Volodia Chtcherbatsevitch (du 14 au 26 octobre 1941)
- Kirill Trus (du 14 au 26 octobre 1941)